# M1 Garand
M1 «Гаранд» (англ. M1 Garand) — американська самозарядна гвинтівка часів Другої світової війни. Гвинтівка M1 Garand стала 5-ю у світі самозарядною гвинтівкою, прийнятою на озброєння. Першою була мексиканська гвинтівка Мондрагона, другою — російський Автомат Федорова, третьою — французька RSC 1917, а четвертою — радянська АВС-36. Надійна і точна, служила військам США в часи Другої світової війні і війні в Кореї. Потім була замінена на М14.
«Гаранд» досі популярний як спортивна зброя.

## Історія
Гвинтівку розробив Джон Гаранд у 1929 році. Першим прототипом стала гвинтівка Т3 з відведенням порохових газів. У рушниці Т3 вже були і поворотна пружина в трубці газового поршня, і, що стало згодом класикою для стрілецької зброї, замикання каналу ствола поворотом затвора. Гвинтівка в процесі доведення і ретельних випробувань в 1931–1933 р.р. послідовно отримувала індекси Т3Е2, Т1Е1. Модернізована версія Т3, Т1Е2 отримала найменування М1, а в 1936 р. в результаті різних покращень і випробувань гвинтівка конструкції Джона Гаранда була прийнята на озброєння Збройних сил США під найменуванням «US rifle, .30 caliber, M1». З деяким запізненням — в 1937 р. — перша партія гвинтівок надійшла  у військові частини. Коли ця зброя стала надходити на озброєння американської армії, солдати почали скаржитися на ненадійність цієї гвинтівки. Затримки в стрільбі починалися іноді після 6-го пострілу. Це призвело до розгляду цієї проблеми в Конгресі США. Конгрес призначив навіть спеціальну комісію з виявлення проблем. Комісія дійшла висновку, що треба модернізувати газовідвідну систему зброї, оскільки саме це служило причиною проблем при стрільбі. Гаранд модернізував свою гвинтівку того ж 1939 року. Гвинтівка з новою системою успішно пройшла випробування і з 1941 р. почали виготовлення гвинтівок М1 вже в модифікованому вигляді, а гвинтівки попередніх випусків перероблялися під новий стандарт.

## Система

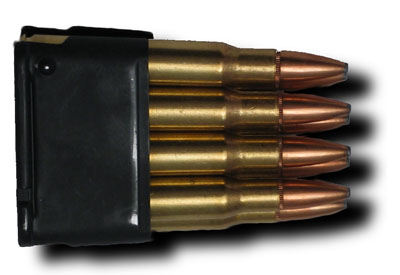
Заряджання магазина здійснюється пачками на 8 патронів .30-06

Гвинтівка «Гаранд» M1 є самозарядною зброєю з нерухомим стволом. Ствол має калібр 7,62 мм з чотирма правосторонніми нарізами. Механізм рушниці працює за принципом відведення порохових газів через поперечний отвір у стінці ствола. Замикання затвора відбувається при його повороті довкола подовжньої осі і зчепленні при цьому бойових виступів зі ствольною коробкою. Ударно-спусковий механізм конструкції «Гаранда» — курковий, досить простої конструкції, що згодом часто копіювалася в більш-менш зміненому вигляді. Запобіжник виконаний усередині спускової скоби. Заряджання магазина здійснюється пачками на 8 патронів .30-06 Спрингфілд, що вставляються зверху при відкритому затворі. Замикання каналу ствола здійснюється затвором, що має два бойові виступи. При русі рами затвора її копірний паз повертає затвор, при цьому його бойові упори входять в пази ствольної коробки, замикаючи ствол.
Ударно-спусковий механізм є курковим, і при розбиранні зброї цілком відділяється від ствольної коробки. Для прискорення перезарядження після виконання останнього пострілу рама затвора залишалася в задньому положенні; при цьому порожня патронна пачка автоматично викидалася вгору, звільняючи місце для наступної пачки з патронами. Ця система, прискорюючи практичну скорострільність, має певний недолік: викид порожньої пачки супроводиться різким звуком, який може попередити противника про те, що боєзапас гвинтівки витрачений.

## Варіанти

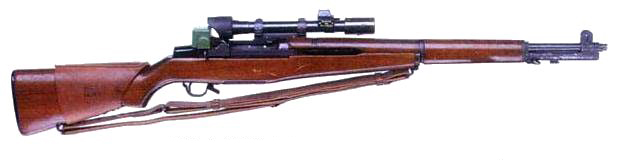
Гвинтівка «Гаранд» M1C з снайперським прицілом.

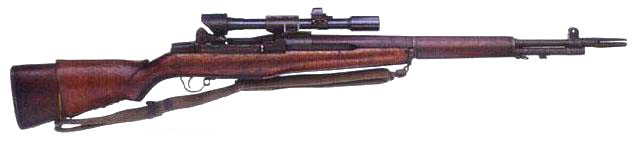
Гвинтівка «Гаранд» M1D.

«Гаранд» М1 має багато варіантів. Гвинтівка використовувалася також як снайперська зброя. Версії снайперського «Гаранда» були різні: M1C, M1E7, M1D і M1E8. Вони були вироблені в обмежених кількостях. Єдина відмінність цих варіантів — це оптичні приціли та їхнє кріплення. Снайперський «Гаранд» як зброя був прийнятий на озброєння в 1944 році. M1C і M1D почали широко використовуватися у Корейській війні. Американська морська піхота в 1951 році офіційно прийняла на озброєння M1C як снайперську гвинтівку. Американські ВМС також використовували «Гаранд», перероблений під патрон 7.62 мм НАТО.